# Thomas l'obscur
Thomas l'Obscur est le premier roman de Maurice Blanchot, publié en 1941 après huit années d'écriture, puis remanié et publié de nouveau en 1950. Le titre du roman fait référence à Héraclite, philosophe présocratique, surnommé « l'Obscur », et sonne au lecteur d'alors comme la rencontre entre le titre du roman Jude l'Obscur, de Thomas Hardy, publié en Angleterre en 1895, traduit en France en 1901, et celui du roman de Jean Cocteau, Thomas l'imposteur, paru en 1923.

## Édition
La nouvelle version (1950), considérablement réduite (représentant environ le quart de la première), est devenue le texte de l'édition courante. Blanchot écrit en avant-propos de cette seconde édition : « Il y a, pour tout ouvrage, une infinité de variantes possibles. »
La première version (1941), qui constitue le premier ouvrage de Blanchot, et dont le texte original était épuisé depuis plus d'un demi-siècle, a été rééditée par Gallimard en 2005, avec une préface de Pierre Madaule.

## Présentation et analyse
Thomas l'Obscur n'a pas d'intrigue à proprement parler, et commence par cette phrase énigmatique : « Thomas s'assit et regarda la mer. »  Le récit est centré sur ce personnage neutre, dépersonnalisé, dont on ne connaît que le prénom « Thomas », et qui écrit ces paroles : « Je pense, donc je ne suis pas. » À l'instar de la belle Anne, on ne sait pas qui est Thomas, « cette humanité en pièces détachées », à la fois mort et vivant, baignant dans l'absence, la solitude affective.

## Cinéma
- Lecture du chapitre X de “Thomas l'Obscur” de Maurice Blanchot, film de Benoît Jacquot, 1970.